# Leonhard Lorek
Leonhard Lorek (* 28. Januar 1958 in Zabrze, Polen) ist ein deutscher Schriftsteller und Musiker.

## Leben
Leonhard Lorek übersiedelte 1968 mit seinen Eltern in die DDR nach Brandenburg an der Havel im heutigen Bundesland Brandenburg. Bis 1972 besuchte er die Polytechnische Oberschule in Plaue, sein Abitur machte er 1976 in Brandenburg. 1981 zog er nach Ost-Berlin, 1987 ging er nach West-Berlin.
Lorek war Initiator und Namensgeber der nichtoffiziellen Künstlerzeitschrift schaden, die er anfangs gemeinsam mit Egmont Hesse herausgab. Die Zeitschrift avancierte innerhalb kurzer Zeit zur prominentesten und einflussreichsten Alternativpublikation der autonomen Literatur- und Kunstszene der DDR. Zwischen 1984 und 1987 erschien sie in 17 Ausgaben. Die Gesamtausgabe wird in mehreren international renommierten Sammlungen gelistet.
Neben zahlreichen Publikationen in subkulturellen Zeitschriften der DDR veröffentlichte Lorek auch andernorts Gedichte und Essays. Seine Beiträge in den Anthologien Berührung ist nur eine Randerscheinung (1985) sowie Sprache und Antwort (1988) machten ihn in Westdeutschland bereits vor 1989 bekannt. 2009 erschien sein erstes Buch, daneben liegen.
Leonhard Lorek war und ist als Textautor und Musiker an mehreren Bands beteiligt; dazu gehören unter anderem z.art, teurer denn je, fett, la deutsche vita, Dubach Deut und Mendelsson.
2012 wurde Markus Neidels Künstlervideo S-Bahn zur Musik aus Mendelssons Album 31. in zwei Kategorien für den Deutschen Webvideopreis nominiert.
Leonhard Lorek lebt als Autor, Journalist und Musiker in Berlin.

## Werke
- daneben liegen. Poetisches Krisenpapier, Verbrecher Verlag, Berlin 2009.
- Kompetenz, kaum Kontakt. Theaterstück uraufgeführt am 12. März 1998, Freies Schauspiel Berlin, Regie Nino Sandow.
- im wertwandel der wolkenkratzer. Computerausdruck mit originalgrafischen Zeichnungen von Reinhard Sandner, Berlin und Dresden 1984.

### Anthologien und Zeitschriften (Auswahl)
- Als der Westen in den Osten kam und der Osten wegging. Und, aber, oder, auch: Musik wird niemals langsam. Ein Stresstext. In: Alexander Pehlemann et al. (Hrsg.): Magnetizdat DDR, Berlin 2023.
- Statt einer Nekroprosa zum Todesoscar, das hier: In: Tief aus der Dämmung. Ein stiller Portier für Johannes Jansen zum 50. Distillery, Berlin 2016.
- Lorbeer, ein frischer. In Friedrich Dieckmann (Hrsg.): Stimmen der Freunde: Gerhard Wolf zum 85. Geburtstag. Verlag für Berlin-Brandenburg, Berlin 2013.
- Ach Gott! In: Alexander Pehlemann (Hrsg.): Zonic: Jahrgang No. 20, Almanach für kulturelle Randstandsblicke & Involvierungsmomente. Ventil Verlag, Mainz 2013.
- Wir wären sonst verbonsait. In: Margott & Marjott (Hrsg.): Olfen. Reise ins internationale Freundschaftslager. Martin Schmitz Verlag, Berlin 2010.
- Die Time Tunnel Live-Show im Café Anal. In: Margott & Marjott (Hrsg.): Olfen. Reise ins internationale Freundschaftslager. Martin Schmitz Verlag, Berlin 2010.
- Poesie. Akademie. Prosodie. Alles was knirscht. In: Ronald Galenza, Alexander Pehlemann (Hrsg.): Spannung. Leistung. Widerstand. Magnetbanduntergrund DDR 1979-1990. Verbrecher Verlag, Berlin 2006.
- Breslau. In: Jörg Sundermeier (Hrsg.): Das Buch vom Klauen. Verbrecher Verlag, Berlin 2006.
- Schauriges, unterhaltsames Artefakt. In: Jörg Sundermeier / Susanne Klingner (Hrsg.): Leipzigbuch. Verbrecher Verlag, Berlin 2005.
- O. Amaretto. In: Jörg Sundermeier (Hrsg.): Das Buch vom Trinken. Verbrecher Verlag, Berlin 2004.
- Nachtangeln. In: Jörg Sundermeier, Sarah Diehl, Werner Labisch (Hrsg.): Neuköllnbuch. Verbrecher Verlag, Berlin 2003.
- Storagemanagementadministrationssuitesalesman, ganz allein vs. Nemax 50. In: Jörg Sundermeier, Sarah Diehl, Werner Labisch (Hrsg.): Mittebuch. Verbrecher Verlag, Berlin 2003.
- Ick find Blut jut. In: Jörg Sundermeier, Sarah Diehl, Werner Labisch (Hrsg.): Kreuzbergbuch. Verbrecher Verlag, Berlin 2002.
- Gedichte in Frank Hörnigk (Hrsg.): Volker Braun. Arbeitsbuch. Theater der Zeit, Berlin 1999.
- Gedichte in Peter Böthig (Hrsg.): Die Poesie hat immer recht: Gerhard Wolf. Autor Herausgeber Verleger. Ein Almanach zum 70. Geburtstag. janusPress, Berlin 1998.
- Gedichte in Hans Thill (Hrsg.): Das verlorene Alphabet, Deutschsprachige Lyrik der neunziger Jahre. Verlag Das Wunderhorn, Heidelberg 1998.
- Einmal Tschekist – immer Tschekist. In: der Freitag, Nr. 5/1995, Berlin 27. Januar 1995.
- Ciao. Von der Anspruchslosigkeit der Kapitulation. In: Peter Böthig, Klaus Michael (Hrsg.): Machtspiele. Literatur und Staatssicherheit im Fokus Prenzlauer Berg. (Reclams Universal-Bibliothek, 1460). Reclam, Leipzig 1993.
- Ciao. Von der Anspruchslosigkeit der Kapitulation. In: Norbert Wehr (Hrsg.): Schreibheft. Zeitschrift für Literatur, Nr. 40. Rigodon-Verlag, Essen 1992.
- Gedichte in Peter Geist (Hrsg.): Ein Molotow-Cocktail auf fremder Bettkante. Lyrik der siebziger / achtziger Jahre. Reclam, Leipzig 1991.
- Gedichte in Hans van Gulden, Frank Goyke (Hrsg.) Jetzt wohin? Deutsche Literatur im deutschen Exil. Unabhängige Verlagsbuchhandlung Ackerstraße, Berlin 1990.
- Gedichte in Egmont Hesse (Hrsg.): Sprache und Antwort. Stimmen und Texte einer anderen Literatur aus der DDR. (Collektion S. Fischer Bd. 58). S. Fischer, Frankfurt am Main 1988.
- Gedichte in Hans Bender (Hrsg.): Was sind das für Zeiten, deutschsprachige Gedichte der achtziger Jahre. Carl Hanser Verlag, München Wien 1988.
- Gedichte in Kurt Morawietz (Hrsg.) die horen. Zeitschrift für Literatur, Kunst und Kritik. Ausgabe 144. Wallstein Verlag, Hannover 1986.
- Gedichte in Uwe Heldt (Hrsg.) Litfass. Berliner Zeitschrift für Literatur, Heft 40. R. Piper Verlag, Berlin und München 1986.
- Gedichte in Uwe Heldt (Hrsg.) Litfass. Berliner Zeitschrift für Literatur, Heft 35. R. Piper Verlag, Berlin und München 1985.
- Gedichte in Ronald Glomb, Wolfgang Heyder, Lothar Reese (Hrsg.): Gesang auf mein Messer, Jahrbuch für junge Lyrik. Edition Mariannenpresse, Berlin 1985.
- Gedichte in Elke Erb, Sascha Anderson (Hrsg.): Berührung ist nur eine Randerscheinung. Neue Literatur aus der DDR. Kiepenheuer & Witsch, Köln 1985.
- Gedichte in Temperamente. Blätter für junge Literatur, Heft 4/1981. Verlag Neues Leben, Berlin 1981.

### Musik (Auswahl)
- Fossile Brennstoffe und Ablagerungen • Mendelsson 1998 – 2004 von Mendelsson (2007, zeitweilig zum Download auf last.fm freigegeben)
- 31. von Mendelsson (2006, zeitweilig zum Download auf last.fm freigegeben)
- White Canary von Mendelsson (12″, fein raus 2004)
- brauchen von Dubach Deut (CD, FünfUndVierzig 1996)
- Musik wird niemals langsam von Michael Dubach, Nino Sandow, Max Goldt (CD, FünfUndVierzig 1994)